# NHL Entry Draft 2011
L'NHL Entry Draft 2011 è stato il 49º draft della National Hockey League. Si è tenuto fra il 24 ed il 25 giugno 2011 presso lo Xcel Energy Center di Saint Paul casa dei Minnesota Wild. Era la prima volta che l'Entry Draft tornava nello stato del Minnesota, l'ultima volta fu organizzato dai Minnesota North Stars nel 1989. Le formazioni della National Hockey League selezionarono i migliori giocatori di hockey su ghiaccio provenienti dai campionati giovanili, universitari, o dai campionati europei. Gli Edmonton Oilers, dopo aver concluso all'ultimo posto la stagione 2010-11, conservarono l'opzione per la prima scelta assoluta dopo la NHL Draft lottery vinta dai New Jersey Devils.
Gli Edmonton Oilers, approfittando della prima posizione, selezionarono il centro canadese Ryan Nugent-Hopkins dai Red Deer Rebels, formazione della Western Hockey League (WHL). I Colorado Avalanche invece come seconda scelta puntarono sull'ala destra svedese Gabriel Landeskog, proveniente dai Kitchener Rangers della OHL, mentre i Florida Panthers scelsero in terza posizione il centro Jonathan Huberdeau dei Saint John Sea Dogs, formazione della QMJHL. Fra i 210 giocatori selezionati, 119 erano attaccanti, 72 erano difensori e 19 erano portieri.

## Migliori prospetti
Dati elaborati dal NHL Central Scouting Bureau.
| Posizione | Giocatori nordamericani | Giocatori europei    |
| --------- | ----------------------- | -------------------- |
| 1         | Ryan Nugent-Hopkins (C) | Adam Larsson (D)     |
| 2         | Gabriel Landeskog (AD)  | Mika Zibanejad (C)   |
| 3         | Jonathan Huberdeau (C)  | Jonas Brodin (D)     |
| 4         | Dougie Hamilton (D)     | Joel Armia (AD)      |
| 5         | Nathan Beaulieu (D)     | Dmitrij Jaškin (AD)  |
| 6         | Sean Couturier (C)      | Oscar Klefbom (D)    |
| 7         | Sven Bärtschi (AS)      | Miikka Salomäki (C)  |
| 8         | Ryan Strome (C)         | Joachim Nermark (C)  |
| 9         | Ryan Murphy (D)         | Markus Granlund (C)  |
| 10        | Duncan Siemens (D)      | Rasmus Bengtsson (D) |

| Posizione | Portieri nordamericani | Portieri europei |
| --------- | ---------------------- | ---------------- |
| 1         | John Gibson            | Samu Perhonen    |
| 2         | Christopher Gibson     | Magnus Hellberg  |
| 3         | Jordan Binnington      | Jaroslav Pavelka |

## Turni
|  | = NHL All-Star |  |  | = NHL All-Star e NHL All-Star Team |

Legenda delle posizioni

A = Attaccante   AD = Ala destra   AS = Ala sinistra   C = Centro   D = Difensore   P = Portiere

### Primo giro
| #  | Giocatore                 | Nazionalità | Squadra NHL                           | Squadra di provenienza                |
| -- | ------------------------- | ----------- | ------------------------------------- | ------------------------------------- |
| 1  | Ryan Nugent-Hopkins (C)   | Canada      | Edmonton Oilers                       | Red Deer Rebels (WHL)                 |
| 2  | Gabriel Landeskog (AD)    | Svezia      | Colorado Avalanche                    | Kitchener Rangers (OHL)               |
| 3  | Jonathan Huberdeau (C)    | Canada      | Florida Panthers                      | Saint John Sea Dogs (QMJHL)           |
| 4  | Adam Larsson (D)          | Svezia      | New Jersey Devils                     | Skellefteå AIK (Elitserien)           |
| 5  | Ryan Strome (C)           | Canada      | New York Islanders                    | Niagara IceDogs (OHL)                 |
| 6  | Mika Zibanejad (C)        | Svezia      | Ottawa Senators                       | Djurgården (Elitserien)               |
| 7  | Mark Scheifele (C)        | Canada      | Winnipeg Jets                         | Barrie Colts (OHL)                    |
| 8  | Sean Couturier (C)        | Canada      | Philadelphia Flyers (da Columbus)     | Drummondville Voltigeurs (QMJHL)      |
| 9  | Dougie Hamilton (D)       | Canada      | Boston Bruins (da Toronto)            | Niagara IceDogs (OHL)                 |
| 10 | Jonas Brodin (D)          | Svezia      | Minnesota Wild                        | Färjestad (Elitserien)                |
| 11 | Duncan Siemens (D)        | Canada      | Colorado Avalanche (da St. Louis)     | Saskatoon Blades (WHL)                |
| 12 | Ryan Murphy (D)           | Canada      | Carolina Hurricanes                   | Kitchener Rangers (OHL)               |
| 13 | Sven Bärtschi (AS)        | Svizzera    | Calgary Flames                        | Portland Winterhawks (WHL)            |
| 14 | Jamie Oleksiak (D)        | Canada      | Dallas Stars                          | Northeastern U. Huskies (Hockey East) |
| 15 | J. T. Miller (AS)         | Stati Uniti | New York Rangers                      | U.S. NTDP (USHL)                      |
| 16 | Joel Armia (AD)           | Finlandia   | Buffalo Sabres                        | Porin Ässät (SM-liiga)                |
| 17 | Nathan Beaulieu (D)       | Canada      | Montreal Canadiens                    | Saint John Sea Dogs (QMJHL)           |
| 18 | Mark McNeill (C)          | Canada      | Chicago Blackhawks                    | Prince Albert Raiders (WHL)           |
| 19 | Oscar Klefbom (D)         | Svezia      | Edmonton Oilers (da Los Angeles)      | Färjestad (Elitserien)                |
| 20 | Connor Murphy (D)         | Stati Uniti | Phoenix Coyotes                       | U.S. NTDP (USHL)                      |
| 21 | Stefan Noesen (AD)        | Stati Uniti | Ottawa Senators (da Nashville)        | Plymouth Whalers (OHL)                |
| 22 | Tyler Biggs (AD)          | Stati Uniti | Toronto Maple Leafs (da Anaheim)      | U.S. NTDP (USHL)                      |
| 23 | Joe Morrow (D)            | Canada      | Pittsburgh Penguins                   | Portland Winterhawks (WHL)            |
| 24 | Matt Puempel (AS)         | Canada      | Ottawa Senators (da Detroit)          | Peterborough Petes (OHL)              |
| 25 | Stuart Percy (D)          | Canada      | Toronto Maple Leafs (da Philadelphia) | St. Michael's Majors (OHL)            |
| 26 | Phillip Danault (AS)      | Canada      | Chicago Blackhawks (da Washington)    | Victoriaville Tigres (QMJHL)          |
| 27 | Vladislav Namestnikov (C) | Russia      | Tampa Bay Lightning                   | London Knights (OHL)                  |
| 28 | Zack Phillips (C)         | Canada      | Minnesota Wild (da San Jose)          | Saint John Sea Dogs (QMJHL)           |
| 29 | Nicklas Jensen (AS)       | Danimarca   | Vancouver Canucks                     | Oshawa Generals (OHL)                 |
| 30 | Rickard Rakell (AD)       | Svezia      | Anaheim Ducks (da Boston via Toronto) | Plymouth Whalers (OHL)                |

### Secondo giro
| #  | Giocatore                   | Nazionalità | Squadra NHL                                              | Squadra di provenienza               |
| -- | --------------------------- | ----------- | -------------------------------------------------------- | ------------------------------------ |
| 31 | David Musil (D)             | Rep. Ceca   | Edmonton Oilers                                          | Vancouver Giants (WHL)               |
| 32 | Ty Rattie (AD)              | Canada      | St. Louis Blues (da Colorado)                            | Portland Winterhawks (WHL)           |
| 33 | Rocco Grimaldi (C)          | Stati Uniti | Florida Panthers                                         | U.S. NTDP (USHL)                     |
| 34 | Scott Mayfield (D)          | Stati Uniti | New York Islanders                                       | Youngstown Phantoms (USHL)           |
| 35 | Tomáš Jurčo (AD)            | Slovacchia  | Detroit Red Wings (da Ottawa)                            | Saint John Sea Dogs (QMJHL)          |
| 36 | Adam Clendening (D)         | Stati Uniti | Chicago Blackhawks (da Winnipeg)                         | Boston U. Terriers (Hockey East)     |
| 37 | Boone Jenner (C)            | Canada      | Columbus Blue Jackets                                    | Oshawa Generals (OHL)                |
| 38 | Magnus Hellberg (P)         | Canada      | Nashville Predators (da New Jersey)                      | Almtuna (Hockeyallsvenskan)          |
| 39 | John Gibson (P)             | Stati Uniti | Anaheim Ducks (da Toronto)                               | U.S. NTDP (USHL)                     |
| 40 | Aleksandr Chochlačëv (C-AS) | Russia      | Boston Bruins (da Minnesota)                             | Windsor Spitfires (OHL)              |
| 41 | Dmitrij Jaškin (AD)         | Rep. Ceca   | St. Louis Blues                                          | Slavia Praga (Extraliga)             |
| 42 | Victor Rask (C)             | Svezia      | Carolina Hurricanes                                      | Leksand (Elitserien)                 |
| 43 | Brandon Saad (AS)           | Stati Uniti | Chicago Blackhawks (da Calgary via Toronto)              | Saginaw Spirit (OHL)                 |
| 44 | Brett Ritchie (AD)          | Canada      | Dallas Stars                                             | Sarnia Sting (OHL)                   |
| 45 | Markus Granlund (C)         | Finlandia   | Calgary Flames (da NY Rangers)                           | HIFK (SM-liiga)                      |
| 46 | Joel Edmundson (D)          | Canada      | St. Louis Blues (da Buffalo)                             | Moose Jaw Warriors (WHL)             |
| 47 | Matthew Nieto (AS)          | Stati Uniti | San Jose Sharks (da Montreal via Florida)                | Boston U. Terriers (Hockey East)     |
| 48 | Xavier Ouellet (D)          | Canada      | Detroit Red Wings (da Chicago via Ottawa)                | Montreal Junior (QMJHL)              |
| 49 | Christopher Gibson (P)      | Finlandia   | Los Angeles Kings                                        | Chicoutimi Saguenéens (QMJHL)        |
| 50 | Johan Sundström (C)         | Svezia      | New York Islanders (da Montreal)                         | Frölunda (Elitserien)                |
| 51 | Alexander Ruuttu (C)        | Finlandia   | Phoenix Coyotes                                          | Jokerit (SM-liiga)                   |
| 52 | Miikka Salomäki (AD)        | Finlandia   | Nashville Predators                                      | Oulun Kärpät (SM-liiga)              |
| 53 | William Karlsson (C)        | Svezia      | Anaheim Ducks                                            | Västerås (Hockeyallsvenskan)         |
| 54 | Scott Harrington (D)        | Canada      | Pittsburgh Penguins                                      | London Knights (OHL)                 |
| 55 | Ryan Sproul (D)             | Canada      | Detroit Red Wings                                        | S.S. Marie Greyhounds (OHL)          |
| 56 | Lucas Lessio (AS)           | Canada      | Phoenix Coyotes (da Philadelphia)                        | Oshawa Generals (OHL)                |
| 57 | Tyler Wotherspoon (D)       | Canada      | Calgary Flames (da Washington via Carolina e NY Rangers) | Portland Winterhawks (WHL)           |
| 58 | Nikita Kučerov (AD)         | Russia      | Tampa Bay Lightning                                      | CSKA Mosca (KHL)                     |
| 59 | Rasmus Bengtsson (D)        | Svezia      | Florida Panthers (da San Jose)                           | Rögle (Hockeyallsvenskan)            |
| 60 | Mario Lucia (AS)            | Stati Uniti | Minnesota Wild (da Vancouver)                            | Wayzata High School (USHS-Minnesota) |
| 61 | Shane Prince (C)            | Stati Uniti | Ottawa Senators (da Boston)                              | Ottawa 67's (OHL)                    |

### Terzo giro
| #  | Giocatore              | Nazionalità | Squadra NHL                                      | Squadra di provenienza                    |
| -- | ---------------------- | ----------- | ------------------------------------------------ | ----------------------------------------- |
| 62 | Samu Perhonen (P)      | Finlandia   | Edmonton Oilers                                  | JYP (SM-liiga)                            |
| 63 | Andrej Pedan (D)       | Russia      | New York Islanders (da Colorado)                 | Guelph Storm (OHL)                        |
| 64 | Vincent Trocheck (C)   | Stati Uniti | Florida Panthers                                 | Saginaw Spirit (OHL)                      |
| 65 | Joseph Cramarossa (C)  | Canada      | Anaheim Ducks (da NY Islanders)                  | St. Michael's Majors (OHL)                |
| 66 | Thomas Tynan (C)       | Canada      | Columbus Blue Jackets (da Ottawa)                | Notre Dame Fighting Irish (CCHA)          |
| 67 | Adam Lowry (AS)        | Canada      | Winnipeg Jets                                    | Swift Current Broncos (WHL)               |
| 68 | Nick Cousins (C)       | Canada      | Philadelphia Flyers (da Columbus)                | S.S. Marie Greyhounds (OHL)               |
| 69 | Non assegnato          |             | New Jersey Devils                                |                                           |
| 70 | Michael Paliotta (D)   | Stati Uniti | Chicago Blackhawks (da Toronto)                  | U.S. NTDP (USHL)                          |
| 71 | David Honzik (P)       | Rep. Ceca   | Vancouver Canucks (da Minnesota)                 | Victoriaville Tigres (QMJHL)              |
| 72 | Steven Fogarty (C)     | Stati Uniti | New York Rangers (da St. Louis)                  | Edina Hornets (USHS-Minnesota)            |
| 73 | Keegan Lowe (D)        | Stati Uniti | Carolina Hurricanes                              | Edmonton Oil Kings (WHL)                  |
| 74 | Travis Ewanyk (AS)     | Canada      | Edmonton Oilers (da Calgary)                     | Edmonton Oil Kings (WHL)                  |
| 75 | Blake Coleman (C)      | Stati Uniti | New Jersey Devils (da Dallas)                    | Indiana Ice (USHL)                        |
| 76 | Logan Shaw (AD)        | Canada      | Florida Panthers (da NY Rangers)                 | Cape Breton Eagles (QMJHL)                |
| 77 | Daniel Catenacci (C)   | Canada      | Buffalo Sabres                                   | S.S. Marie Greyhounds (OHL)               |
| 78 | Brennan Serville (D)   | Canada      | Winnipeg Jets (da Montreal)                      | Stouffville Spirit (OJHL)                 |
| 79 | Klas Dahlbeck (D)      | Svezia      | Chicago Blackhawks                               | Linköping (Elitserien)                    |
| 80 | Andy Andreoff (C)      | Canada      | Los Angeles Kings                                | Oshawa Generals (OHL)                     |
| 81 | Anthony Camara (AS)    | Canada      | Boston Bruins (da Phoenix)                       | Saginaw Spirit (OHL)                      |
| 82 | Nicholas Shore (C)     | Stati Uniti | Los Angeles Kings (da Nashville)                 | Denver Pioneers (WCHA)                    |
| 83 | Andy Welinsky (D)      | Stati Uniti | Anaheim Ducks                                    | Green Bay Gamblers (USHL)                 |
| 84 | Harrison Ruopp (D)     | Canada      | Phoenix Coyotes (da Pittsburgh via Philadelphia) | Prince Albert Raiders (WHL)               |
| 85 | Alan Quine (C)         | Canada      | Detroit Red Wings                                | Peterborough Petes (OHL)                  |
| 86 | Josh Leivo (AS)        | Canada      | Toronto Maple Leafs (da Philadelphia)            | Sudbury Wolves (OHL)                      |
| 87 | Jonathan Racine (D)    | Canada      | Florida Panthers (da Washington)                 | Shawinigan Cataractes (QMJHL)             |
| 88 | Jordan Binnington (P)  | Canada      | St. Louis Blues (da Tampa Bay)                   | Owen Sound Attack (OHL)                   |
| 89 | Justin Sefton (D)      | Canada      | San Jose Sharks                                  | Sudbury Wolves (OHL)                      |
| 90 | Alexandre Grenier (AD) | Canada      | Vancouver Canucks                                | Halifax Mooseheads (QMJHL)                |
| 91 | Kyle Rau (C)           | Stati Uniti | Florida Panthers (da Boston)                     | Eden Prairie High School (USHS-Minnesota) |

### Quarto giro
| #   | Giocatore               | Nazionalità | Squadra NHL                        | Squadra di provenienza                  |
| --- | ----------------------- | ----------- | ---------------------------------- | --------------------------------------- |
| 92  | Dillon Simpson (D)      | Canada      | Edmonton Oilers                    | ND Fighting Hawks (WCHA)                |
| 93  | Joachim Nermark (C)     | Svezia      | Colorado Avalanche                 | Linköping (Elitserien)                  |
| 94  | Josh Shalla (AS)        | Canada      | Nashville Predators (da Florida)   | Saginaw Spirit (OHL)                    |
| 95  | Robbie Russo (D)        | Stati Uniti | New York Islanders                 | U.S. NTDP (USHL)                        |
| 96  | Jean-Gabriel Pageau (C) | Canada      | Ottawa Senators                    | Gatineau Olympiques (QMJHL)             |
| 97  | Josiah Didier (D)       | Stati Uniti | Montreal Canadiens (da Winnipeg)   | Cedar Rapids RoughRiders (USHL)         |
| 98  | Mike Reilly (D)         | Stati Uniti | Columbus Blue Jackets              | Shattuck-St. Mary's (USHS-Minnesota)    |
| 99  | Reid Boucher (C)        | Stati Uniti | New Jersey Devils                  | U.S. NTDP (USHL)                        |
| 100 | Tom Nilsson (D)         | Svezia      | Toronto Maple Leafs                | Mora (Elitserien)                       |
| 101 | Joseph LaBate (C)       | Stati Uniti | Vancouver Canucks (da Minnesota)   | Academy of Holy Angels (USHS-Minnesota) |
| 102 | Yannick Veilleux (AS)   | Canada      | St. Louis Blues                    | Shawinigan Cataractes (QMJHL)           |
| 103 | Gregory Hofmann (C)     | Svizzera    | Carolina Hurricanes                | Ambrì-Piotta (LNA)                      |
| 104 | Johnny Gaudreau (AS)    | Stati Uniti | Calgary Flames                     | Dubuque Fighting Saints (USHL)          |
| 105 | Emil Molin (C)          | Svezia      | Dallas Stars                       | Brynäs (J20 Superelit)                  |
| 106 | Michael St. Croix (C)   | Canada      | New York Rangers                   | Edmonton Oil Kings (WHL)                |
| 107 | Colin Jacobs (C)        | Stati Uniti | Buffalo Sabres                     | Seattle Thunderbirds (WHL)              |
| 108 | Oliver Archambault (AS) | Canada      | Montreal Canadiens                 | Val-d'Or Foreurs (QMJHL)                |
| 109 | Maksim Šalunov (AD)     | Russia      | Chicago Blackhawks                 | Traktor Čeljabinsk (KHL)                |
| 110 | Michael Mersch (AS)     | Stati Uniti | Los Angeles Kings                  | Wisconsin Badgers (WCHA)                |
| 111 | Kale Kessy (AS)         | Canada      | Phoenix Coyotes                    | Medicine Hat Tigers (WHL)               |
| 112 | Garrett Noonan (D)      | Stati Uniti | Nashville Predators                | Boston U. Terriers (Hockey East)        |
| 113 | Magnus Nygren (D)       | Svezia      | Montreal Canadiens (da Anaheim)    | Färjestad (Elitserien)                  |
| 114 | Tobias Rieder (C)       | Germania    | Edmonton Oilers (da Pittsburgh)    | Kitchener Rangers (OHL)                 |
| 115 | Marek Tvrdon (AD)       | Slovacchia  | Detroit Red Wings                  | Vancouver Giants (WHL)                  |
| 116 | Colin Suellentrop (D)   | Stati Uniti | Philadelphia Flyers                | Oshawa Generals (OHL)                   |
| 117 | Steffen Soberg (P)      | Norvegia    | Washington Capitals                | Manglerud Star (GET-ligaen)             |
| 118 | Marcel Noebels (AS)     | Germania    | Philadelphia Flyers (da Tampa Bay) | Seattle Thunderbirds (WHL)              |
| 119 | Zachary Yuen (D)        | Canada      | Winnipeg Jets (da San Jose)        | Tri-City Americans (WHL)                |
| 120 | Ludwig Blomstrand (AS)  | Svezia      | Vancouver Canucks                  | Djurgården (Elitserien)                 |
| 121 | Brian Ferlin (AD)       | Stati Uniti | Boston Bruins                      | Indiana Ice (USHL)                      |

### Quinto giro
| #   | Giocatore               | Nazionalità | Squadra NHL                                          | Squadra di provenienza                    |
| --- | ----------------------- | ----------- | ---------------------------------------------------- | ----------------------------------------- |
| 122 | Martin Gernat (D)       | Slovacchia  | Edmonton Oilers                                      | Košice (Extraliga)                        |
| 123 | Garrett Meurs (C)       | Canada      | Colorado Avalanche                                   | Plymouth Whalers (OHL)                    |
| 124 | Jaroslav Kosov (AS)     | Russia      | Florida Panthers                                     | Magnitogorsk (KHL)                        |
| 125 | John Persson (AS)       | Svezia      | New York Islanders                                   | Red Deer Rebels (WHL)                     |
| 126 | Fredrik Claesson (D)    | Svezia      | Ottawa Senators                                      | Djurgården (Elitserien)                   |
| 127 | Brenden Kichton (D)     | Canada      | New York Islanders (da Winnipeg)                     | Spokane Chiefs (WHL)                      |
| 128 | Seth Ambroz (AD)        | Stati Uniti | Columbus Blue Jackets                                | Omaha Lancers (USHL)                      |
| 129 | Blake Pietila (AS)      | Stati Uniti | New Jersey Devils                                    | U.S. NTDP (USHL)                          |
| 130 | Tony Cameranesi (C)     | Stati Uniti | Toronto Maple Leafs                                  | Wayzata High School (USHS-Minnesota)      |
| 131 | Nick Seeler (D)         | Stati Uniti | Minnesota Wild                                       | Eden Prairie High School (USHS-Minnesota) |
| 132 | Niklas Lundström (P)    | Svezia      | St. Louis Blues                                      | AIK (Elitserien)                          |
| 133 | Sean Kuraly (C)         | Stati Uniti | San Jose Sharks (da Carolina via Florida e Winnipeg) | Indiana Ice (USHL)                        |
| 134 | Shane McColgan (AD)     | Stati Uniti | New York Rangers (da Calgary)                        | Kelowna Rockets (WHL)                     |
| 135 | Troy Vance (D)          | Stati Uniti | Dallas Stars                                         | Victoriaville Tigres (QMJHL)              |
| 136 | Samuel Noreau (D)       | Canada      | New York Rangers                                     | Baie-Comeau Drakkar (QMJHL)               |
| 137 | Alex Lepkowski (D)      | Stati Uniti | Buffalo Sabres                                       | Barrie Colts (OHL)                        |
| 138 | Darren Dietz (D)        | Canada      | Montreal Canadiens                                   | Saskatoon Blades (WHL)                    |
| 139 | Andrew Shaw (C)         | Canada      | Chicago Blackhawks                                   | Owen Sound Attack (OHL)                   |
| 140 | Joel Lowry (AS)         | Canada      | Los Angeles Kings                                    | Victoria Grizzlies (BCHL)                 |
| 141 | Darian Dziurzynski (AS) | Canada      | Phoenix Coyotes                                      | Saskatoon Blades (WHL)                    |
| 142 | Simon Karlsson (D)      | Svezia      | Nashville Predators                                  | Malmö (Hockeyallsvenskan)                 |
| 143 | Max Friberg (AS)        | Svezia      | Anaheim Ducks                                        | Skövde IK (Division 1)                    |
| 144 | Dominik Uher (C)        | Rep. Ceca   | Pittsburgh Penguins                                  | Spokane Chiefs (WHL)                      |
| 145 | Philippe Hudon (C-AD)   | Canada      | Detroit Red Wings                                    | Choate Rosemary Hall (USHS-Connecticut)   |
| 146 | Mattias Bäckman (D)     | Svezia      | Detroit Red Wings (da Philadelphia)                  | Linköping (Elitserien)                    |
| 147 | Patrick Koudys (D)      | Canada      | Washington Capitals                                  | RPI Engineers (ECAC Hockey)               |
| 148 | Nikita Nesterov (D)     | Russia      | Tampa Bay Lightning                                  | Traktor Čeljabinsk (KHL)                  |
| 149 | Austen Brassard (AD)    | Canada      | Winnipeg Jets (da San Jose)                          | Belleville Bulls (OHL)                    |
| 150 | Frankie Corrado (D)     | Canada      | Vancouver Canucks                                    | Sudbury Wolves (OHL)                      |
| 151 | Rob O'Gara (D)          | Stati Uniti | Boston Bruins                                        | Milton Academy (USHS-Massachusetts)       |

### Sesto giro
| #   | Giocatore              | Nazionalità | Squadra NHL                              | Squadra di provenienza                   |
| --- | ---------------------- | ----------- | ---------------------------------------- | ---------------------------------------- |
| 152 | David Broll (AS)       | Canada      | Toronto Maple Leafs (da Edmonton)        | S.S. Marie Greyhounds (OHL)              |
| 153 | Gabriel Beaupre (D)    | Canada      | Colorado Avalanche                       | Val-d'Or Foreurs (QMJHL)                 |
| 154 | Edward Wittchow (D)    | Stati Uniti | Florida Panthers                         | Burnsville High School (USHS-Minnesota)  |
| 155 | Andrew Fritsch (AD)    | Canada      | Phoenix Coyotes (da NY Islanders)        | Owen Sound Attack (OHL)                  |
| 156 | Darren Kramer (C)      | Canada      | Ottawa Senators                          | Spokane Chiefs (WHL)                     |
| 157 | Jason Kasdorf (P)      | Canada      | Winnipeg Jets                            | Portage Terriers (MJHL)                  |
| 158 | Lukas Sedlak (C)       | Rep. Ceca   | Columbus Blue Jackets                    | České Budějovice (Extraliga)             |
| 159 | Reece Scarlett (D)     | Canada      | New Jersey Devils                        | Swift Current Broncos (WHL)              |
| 160 | Josh Manson (D)        | Canada      | Anaheim Ducks (da Toronto)               | Salmon Arm Silverbacks (BCHL)            |
| 161 | Stephen Michalek (P)   | Stati Uniti | Minnesota Wild                           | Loomis-Chaffee School (USHS-Connecticut) |
| 162 | Ryan Tesink (C)        | Canada      | St. Louis Blues                          | Saint John Sea Dogs (QMJHL)              |
| 163 | Matt Mahalak (P)       | Stati Uniti | Carolina Hurricanes                      | Plymouth Whalers (OHL)                   |
| 164 | Laurent Brossoit (P)   | Canada      | Calgary Flames                           | Edmonton Oil Kings (WHL)                 |
| 165 | Matej Stransky (AD)    | Rep. Ceca   | Dallas Stars                             | Saskatoon Blades (WHL)                   |
| 166 | Daniil Sobčenko (C)    | Russia      | San Jose Sharks (da NY Rangers)          | Lok. Jaroslavl’ (KHL)                    |
| 167 | Nathan Lieuwen (P)     | Canada      | Buffalo Sabres                           | Kootenay Ice (WHL)                       |
| 168 | Daniel Pribyl (C)      | Rep. Ceca   | Montreal Canadiens                       | Sparta Praga (Extraliga)                 |
| 169 | Sam Jardine (D)        | Canada      | Chicago Blackhawks                       | Camrose Kodiaks (AJHL)                   |
| 170 | Chasen Balisy (C)      | Stati Uniti | Nashville Predators (da Los Angeles)     | W. Michigan Broncos (CCHA)               |
| 171 | Max McCormick (AS)     | Stati Uniti | Ottawa Senators (da Phoenix via Anaheim) | Sioux City Musketeers (USHL)             |
| 172 | Peter Čerešňák (D)     | Slovacchia  | New York Rangers (da Nashville)          | Dukla Trenčín (Extraliga)                |
| 173 | Dennis Robertson (D)   | Canada      | Toronto Maple Leafs (da Anaheim)         | Brown Bears (ECAC Hockey)                |
| 174 | Josh Archibald (AS-AD) | Canada      | Pittsburgh Penguins                      | Brainerd High School (USHS-Minnesota)    |
| 175 | Richard Nedomlel (D)   | Rep. Ceca   | Detroit Red Wings                        | Swift Current Broncos (WHL)              |
| 176 | Petr Placek (AD)       | Rep. Ceca   | Philadelphia Flyers                      | Hotchkiss School (USHS-Connecticut)      |
| 177 | Travis Boyd (C)        | Stati Uniti | Washington Capitals                      | U.S. NTDP (USHL)                         |
| 178 | Adam Wilcox (P)        | Stati Uniti | Tampa Bay Lightning                      | Green Bay Gamblers (USHL)                |
| 179 | Dylan Demelo (D)       | Canada      | San Jose Sharks                          | St. Michael's Majors (OHL)               |
| 180 | Pathrik Westerholm (C) | Svezia      | Vancouver Canucks                        | Malmö (Hockeyallsvenskan)                |
| 181 | Lars Volden (P)        | Norvegia    | Boston Bruins                            | Espoo Blues (SM-liiga)                   |

### Settimo giro
| #   | Giocatore                | Nazionalità | Squadra NHL                              | Squadra di provenienza                         |
| --- | ------------------------ | ----------- | ---------------------------------------- | ---------------------------------------------- |
| 182 | Frans Tuohimaa (P)       | Finlandia   | Edmonton Oilers                          | Jokerit (SM-liiga)                             |
| 183 | Dillon Donnelly (D)      | Stati Uniti | Colorado Avalanche                       | Shawinigan Cataractes (QMJHL)                  |
| 184 | Iiro Pakarinen (AD)      | Finlandia   | Florida Panthers                         | KalPa (SM-liiga)                               |
| 185 | Mitchell Theoret (C)     | Canada      | New York Islanders                       | Niagara IceDogs (OHL)                          |
| 186 | Jordan Fransoo (D)       | Canada      | Ottawa Senators                          | Brandon Wheat Kings (WHL)                      |
| 187 | Aaron Harstad (D)        | Stati Uniti | Winnipeg Jets                            | Green Bay Gamblers (USHL)                      |
| 188 | Anton Forsberg (P)       | Svezia      | Columbus Blue Jackets                    | MODO (Elitserien)                              |
| 189 | Patrick Daly (D)         | Stati Uniti | New Jersey Devils                        | Benilde-St. Margaret's School (USHS-Minnesota) |
| 190 | Garret Sparks (P)        | Stati Uniti | Toronto Maple Leafs                      | Guelph Storm (OHL)                             |
| 191 | Tyler Graovac (C)        | Canada      | Minnesota Wild                           | Ottawa 67's (OHL)                              |
| 192 | Teemu Eronen (D)         | Finlandia   | St. Louis Blues                          | Jokerit (SM-liiga)                             |
| 193 | Brody Sutter (C)         | Canada      | Carolina Hurricanes                      | Lethbridge Hurricanes (WHL)                    |
| 194 | Colin Blackwell (C)      | Stati Uniti | San Jose Sharks (via Calgary e Winnipeg) | St. John's Prep (USHS-Massachusetts)           |
| 195 | Jyrki Jokipakka (D)      | Finlandia   | Dallas Stars                             | Ilves (SM-liiga)                               |
| 196 | Zac Larraza (AS)         | Stati Uniti | Phoenix Coyotes (da NY Rangers)          | U.S. NTDP (USHL)                               |
| 197 | Brad Navin (C)           | Stati Uniti | Buffalo Sabres                           | Waupaca High School (USHS-Wisconsin)           |
| 198 | Colin Sullivan (D)       | Stati Uniti | Montreal Canadiens                       | Avon Old Farms School (USHS-Connecticut)       |
| 199 | Alexander Broadhurst (C) | Stati Uniti | Chicago Blackhawks                       | Green Bay Gamblers (USHL)                      |
| 200 | Michael Schumacher (AS)  | Svezia      | Los Angeles Kings                        | Frölunda (Elitserien)                          |
| 201 | Matthew Peca (C)         | Canada      | Tampa Bay Lightning (da Phoenix)         | Pembroke Lumber Kings (CCHL)                   |
| 202 | Brent Andrews (AS)       | Canada      | Nashville Predators                      | Halifax Mooseheads (QMJHL)                     |
| 203 | Max Everson (D)          | Stati Uniti | Toronto Maple Leafs (da Anaheim)         | Edina Hornets (USHS-Minnesota)                 |
| 204 | Ryan Dzingel (C)         | Stati Uniti | Ottawa Senators (da Pittsburgh)          | Lincoln Stars (USHL)                           |
| 205 | Aleksej Marčenko (D)     | Russia      | Detroit Red Wings                        | CSKA Mosca (KHL)                               |
| 206 | Derek Mathers (AD)       | Canada      | Philadelphia Flyers                      | Peterborough Petes (OHL)                       |
| 207 | Garrett Haar (D)         | Stati Uniti | Washington Capitals                      | Fargo Force (USHL)                             |
| 208 | Ondřej Palát (AS)        | Rep. Ceca   | Tampa Bay Lightning                      | Drummondville Voltigeurs (QMJHL)               |
| 209 | Scott Wilson (C)         | Canada      | Pittsburgh Penguins (da San Jose)        | Georgetown Raiders (OJHL)                      |
| 210 | PHenrik Tömmernes (C)    | Svezia      | Vancouver Canucks                        | Frölunda (Elitserien)                          |
| 211 | Johan Mattsson (P)       | Svezia      | Chicago Blackhawks (da Boston)           | Södertälje SK (Elitserien)                     |

## Selezioni classificate per nazionalità
| Pos. | Paese        | Selezioni | Percentuale |
|      | Nord America | 142       | 67,6%       |
| ---- | ------------ | --------- | ----------- |
| 1    | Canada       | 82        | 39,1%       |
| 2    | Stati Uniti  | 60        | 28,5%       |
|      | Europa       | 68        | 32,4%       |
| 3    | Svezia       | 28        | 13,3%       |
| 4    | Rep. Ceca    | 10        | 4,8%        |
| 4    | Finlandia    | 10        | 4,8%        |
| 6    | Russia       | 9         | 4,3%        |
| 7    | Slovacchia   | 4         | 1,9%        |
| 8    | Germania     | 2         | 1,0%        |
| 8    | Norvegia     | 2         | 1,0%        |
| 8    | Svizzera     | 2         | 1,0%        |
| 11   | Danimarca    | 1         | 0,5%        |